# Меченосец в городе Двойного Флага
«Меченосец в городе Двойного Флага» (другое название — «Воин в селении Двух Флагов»; кит. трад. 雙旗鎮刀客, упр. 双旗镇刀客, палл. Шуан Ци чжэнь дао кэ) — китайский приключенческий боевик 1991 года, снятый режиссёром и соавтором сценария Хэ Пином на Сианьской киностудии.
По сюжету юноша по имени Хайгэ приезжает в город Двойного Флага в поисках невесты, где случайно убивает человека из шайки Смертоносного Меченосца. Теперь глава банды намерен отомстить парню.

## Сюжет
Тихий подросток по имени Хайгэ отправляется в Западный Китай на окраину пустыни Гоби, чтобы разыскать свою невесту, помолвленную с ним с рождения. Его отец только что умер, и парень отправляется в город Двойного Флага, пыльный пограничный небольшой населённый пункт без представителя власти, который бы мог обеспечить безопасность его жителей. По пути парень встречает Пустынного Орла, бойца, который якобы грабит богатых, чтобы накормить бедных. Орёл предлагает ему обратиться за помощью, если он столкнётся с какими-либо проблемами в будущем.
Хайгэ удаётся найти юную Хаомэй, свою невесту, и её отца, хромого на одну ногу, который управляет местным рестораном. Сначала девочка чувствует отвращение к грязному и неопрятному мальчику, но постепенно поддаётся его молчаливым чарам. Также выясняется, что Хайгэ унаследовал навыки боевых искусств от своего покойного отца — он хранит в своих сапогах длинные кинжалы, которые когда-то сделали его отца непревзойдённым бойцом.
Однажды в ресторане появляется шайка бандитов, один из которых пытается изнасиловать Хаомэй. Хайгэ вмешивается и с помощью своих ловких навыков умудряется убить нападавшего. Мертвец — не кто иной, как второй брат известного пустынного бандита Смертоносного Меченосца. Выдав свою дочь замуж за парня, отец Хаомэй пытается отпустить их двоих, но горожане настаивают, чтобы Хайгэ был передан Смертельному Мечнику, чтобы предотвратить резню в городе. Чтобы сразиться со Смертоносным Меченосцем, Хайгэ отправляется к Пустынному Орлу, который обещает, что разберётся с бандитом. Орёл обещает приехать в город ровно в полдень через двое суток — когда туда прибудут разбойники.
В назначенный день Смертоносный Меченосец и его приспешники приезжают в город в самый разгар дня. Направляясь на решающий бой, главарь бандитов на своём пути убивает всех, кто пытается помешать его мести, включая отца Хаомэй. Наконец, бандит сталкивается с Хайгэ, который понял, что Пустынный Орёл его обманул, не появившись в назначенное время. Между двумя соперниками происходит быстрая схватка. Пока кровь стекает по голове парня, Смертоносный Меченосец уходит, находясь под впечатлением навыками молодого Хайгэ. Медленно отходя, бандит внезапно осознаёт, что смертельно ранен кинжалами парня и падает замертво. В этот момент появляется Пустынный Орёл и забирает добычу — меч Смертоносного Меченосца, а Хайгэ устало уходит, заявляя, что Орёл предал его.
На закате Хайгэ и его невеста Хаомэй уезжают из города Двойного Флага.

## В ролях
| Актёр      | Роль                   |
| ---------- | ---------------------- |
| Гао Вэй    | Хайгэ                  |
| Чжао Мана  | Хаомэй                 |
| Чан Цзян   | хромой                 |
| Сунь Хайин | Смертоносный Меченосец |
| Ван Ган    | Пустынный Орёл         |

## Выпуск и награды
Премьера в кинопрокате Китайской Народной Республики состоялась 17 мая 1991 года. Компанией-кинопрокатчиком выступила Китайская компания кинопроката.
В феврале 1992 года лента получила главный приз 3-го Международного фестиваля фантастических фильмов в Юбари.